# Bine el Ouidane
Bine el Ouidane är en dammbyggnad i Marocko.   Den ligger i regionen Béni Mellal-Khénifra, 210 km söder om huvudstaden Rabat. Bine el Ouidane ligger 1 443 meter över havet.